# Nepenthes sumatrana
Nepenthes sumatrana – gatunek rośliny chronionej z rodziny dzbanecznikowatych. Gatunek endemiczny, występujący na Sumatrze, zaliczany do grupy dzbaneczników nizinnych. Roślina ta została odkryta przez holenderskiego botanika Johannes Elias Teijsmann podczas wyprawy w lutym 1856. Początkowo N. sumatrana uważany był za tę samą roślinę co N. boschiana, jednak po pewnym czasie Rusjdi Tamin i Mitsuru Hotta wskazali znaczące różnice pomiędzy tymi dwiema roślinami i teraz uznawane są jako dwa oddzielne gatunki.

## Morfologia
Jest jednym z większych dzbaneczników. Jest rośliną owadożerną łapiącą owady za pomocą specjalnych liści pułapkowych. Roślina lubi piąć się na pnie drzew. Pułapki nizinne są beczułkowate w swym kształcie, zaś dzbanki górne są wydłużone i rozszerzają się ku górze. Jedyne co łączy dzbanki górne z dolnymi, to wspaniałe barwy jednych i drugich.

## Biologia

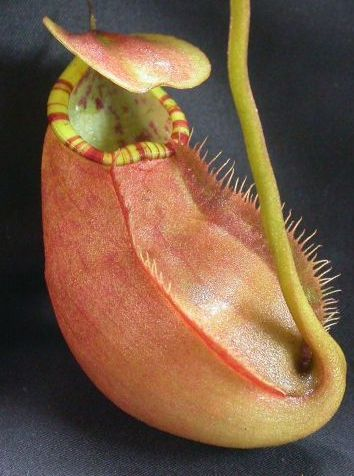
Kultywar

Rośnie naturalnie w lasach nizinnych, dlatego jest wyjątkowo zagrożona przez działania człowieka. N. sumatrana występuje na wysokościach od 0–800 m p.p.m. Mniejsze okazy można odnaleźć przy urwiskach i zboczach, zaś większe potrzebujące oparcia znajdziemy jedynie w gęstych lasach gdzie ciężar łodyg tych roślin jest podtrzymywany przez drzewa tam rosnące. Dobrze rośnie w środowisku z podwyższoną wilgotnością oraz z temperaturami oscylującymi pomiędzy 25-30 °C i kilku stopniowym spadkiem temp. w nocy.

## Zmienność i gatunki podobne
- N. sumatrana najbardziej zbliżony jest z N. beccariana, N. longifolia, i N. rafflesiana. Różnice między tymi dzbanecznikami występują przeważnie w barwach, długościach pomiędzy danymi częściami roślin oraz okolicami gdzie można spotkać rośliny (jedne położone są wyżej, a inne w dolnych "partiach" nizin).
- Tworzy naturalne mieszańce z: N. beccariana, N. eustachya, N. gracilis, N. mirabilis.